# Clinopodium nummulariifolium
Clinopodium nummulariifolium — вид квіткових рослин з родини глухокропивових (Lamiaceae).

## Біоморфологічна характеристика
Цвітіння триває з червня по вересень.

## Поширення
Ендемік Лівану (Ліван (хребет)).
Росте на скелях у гірських відкритих місцевостях на висотах від 1800 до 2600 метрів.